# Robert Kudłak
Robert Kudłak – polski geograf, dr hab. nauk społecznych, profesor uczelni Wydziału Geografii Społeczno-Ekonomicznej i Gospodarki Przestrzennej UAM.

## Życiorys
W 2019 r. habilitował się na podstawie pracy zatytułowanej Instytucjonalne uwarunkowania społecznej odpowiedzialności biznesu. Został zatrudniony na stanowisku adiunkta w Instytucie Geografii Społeczno-Ekonomicznej i Gospodarki Przestrzennej na Wydziale Nauk Geograficznych i Geologicznych Uniwersytetu im. Adama Mickiewicza w Poznaniu.
Jest profesorem uczelni na Wydziale Geografii Społeczno-Ekonomicznej i Gospodarki Przestrzennej Uniwersytetu im. Adama Mickiewicza w Poznaniu, a także członkiem Rady Dyscypliny Naukowej –  Geografii Społeczno-Ekonomicznej i Gospodarki Przestrzennej Uniwersytetu im. Adama Mickiewicza w Poznaniu.